# Nazimaruttaš
Nazimaruttaš (jeho jméno obsahuje jméno kassitského boha Maruttaše, odpovídajícího akkadskému Ninurtovi) byl kassitský král Babylónu v období cca 1307–1282 př. n. l.. Byl to syn předchozího krále Kurigalzu II. a současník asyrského krále Adad-nirariho I., který ho podle záznamů porazil v bitvě u Kar-Ištar.
Na začátku své vlády Nazimaruttaš uštědřil několik porážek asyrskému králi Arik-dín-ilimu.
Později proti Asýrii uzavřel spojenectví s chetitskými panovníky Muršilišem I. a Muwatallim II.
Nazimaruttaš nechal postavit minimálně jeden hraniční kámen kudurru.